# Pseudacris
Pseudacris là một chi động vật lưỡng cư trong họ Nhái bén, thuộc bộ Anura. Chi này có 15 loài và không bị đe dọa tuyệt chủng.
Các loài trong chi này được tìm thấy ở Bắc Mỹ trên cả hai mặt của dãy núi Rocky từ khu vực vịnh San Francisco đến vịnh Mexico.

## Hình ảnh

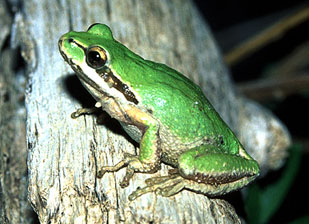
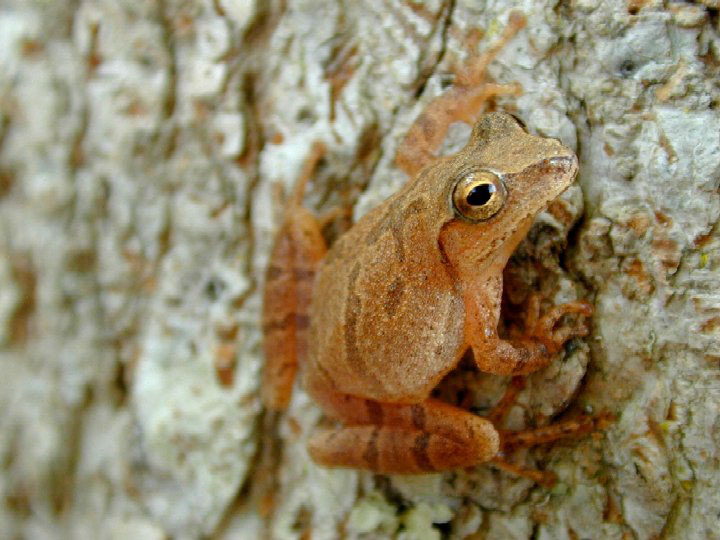
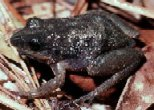

## Các loài
Chi này có các loài sau:
- Pseudacris brachyphona
- Pseudacris brimleyi
- Pseudacris cadaverina
- Pseudacris clarkii
- Pseudacris crucifer
- Pseudacris feriarum
- Pseudacris maculata
- Pseudacris nigrita
- Pseudacris ocularis
- Pseudacris ornata
- Pseudacris regilla
- Pseudacris streckeri
- Pseudacris triseriata